# Javorník (Šumava)
Javorník (1067 m) je nejvyšší vrchol Javornické hornatiny ležící v severozápadním okraji okresu Prachatice, nad stejnojmennou vesnicí.
Pod vrcholem jsou stopy (zbytky štol) pod dobývání křemene pro sklářské hutě. Za dob druhé světové války byl Javorník nejvyšší horou Čech na území protektorátu a rozhledna sloužila jako protiletecká pozorovatelna.

## Rozhledna
Šumavský spisovatel Karel Klostermann měl toto místo v oblibě a spolu se svými přáteli usilovali o stavbu rozhledny. Přípravy přerušila světová válka, takže k dalším přípravám ke stavbě došlo až v meziválečném období. Kamenná Klostermannova rozhledna byla dokončena a zpřístupněna 28. srpna 1938. Rozhledna byla po dostavbě vysoká 24 m, ale v 70. letech 20. století ji přerostl okolní smrkový les, čímž přestala plnit svoji funkci. V letech 2002–2003 byla nastavena na výšku 39 m, přičemž vyhlídková plošina je 30 m nad zemí. Rozhledna od té doby slouží i pro mobilní operátory.

## Vedlejší vrcholy
Asi 750 m západně od hlavního vrcholu se nachází nevýrazný vedlejší vrchol, pojmenovaný autory projektu Tisícovky Čech, Moravy a Slezska jako Javorník – Z vrchol I (1014 m, souřadnice 49°8′13″ s. š., 13°38′36″ v. d.).
Asi 500 m severozápadně od západního vrcholu Javorníku a 1,2 km západně od hlavního vrcholu se nachází další vedlejší vrchol a to Javorník – Z vrchol II (1010 m, souřadnice 48°50′18″ s. š., 14°2′41″ v. d.). Jedná se rovněž o nevýrazný výstupek hlavního hřbetu.
Asi 1,1 km severovýchodně od hlavního vrcholu, v lesní lokalitě Zuklínský les, se nachází třetí vedlejší vrchol a to Javorník – SV vrchol (1011 m, souřadnice 49°8′49″ s. š., 13°39′40″ v. d.).